# Otwock (gmina)
Otwock (od 1916 miasto Otwock i Karczew) – dawna gmina wiejska funkcjonująca do 1916 roku w guberni warszawskiej. Siedzibą władz gminy była wieś Otwock Wielki, będąca centralnym punktem dawnych dóbr otwockich.

## Historia
Gmina wiejska Otwock  powstała 13 stycznia 1867 roku w związku z reformą gminną w Królestwie Polskim. Należała do powiatu (nowo)mińskiego w guberni warszawskiej.
19 maja?/31 maja 1870 do gminy przyłączono pozbawiony praw miejskich Karczew.
Jednostka należała do sądu gminnego okręgu III w Gliniance. W jej skład wchodziła osada miejska Karczew oraz wsie Otwock Wielki (albo Stary), Otwock Mały (albo Zagórny), Świdry, Przewóz, Nadbrzeż, Kępa Nadbrzeska, Kępa Rybacka, Kępa Dudzka, Kępa Gliniecka, Glinki, Piotrowice, Sobiekursk, Łukowiec, Janów, Wola Sobiekurska, Dąbrówka, Lasek, Pogorzel, Glina, Ostrówiec, Rosłonki, Kępa Pijarska, Tabor Otwocki, Celestynów, Radzyń (Radzin) i Julianów. Gmina miała 21 757 mórg obszaru i liczyła 5128 mieszkańców (1867 rok).
W związku z reorganizacją administracyjną terenów Królestwa Polskiego pod okupacją niemiecką podczas I wojny światowej, gminy Otwock (z Karczewem) i Wiązowna z powiatu mińskiego (a także gminę Pomiechowo i miasto Zakroczym z powiatu płońskiego) włączono 16 marca 1916 do powiatu warszawskiego.
Od lipca 1916 roku na posiedzeniach Rady Gminnej poruszana była kwestia wydzielenia Otwocka (Starego) z gminy, jako samodzielnej jednostki administracyjnej, czemu Rada Gminna się nie przeciwstawiała pod warunkiem, że nie będzie ponosić za to żadnych kosztów. Na posiedzeniu 20 lipca 1916 roku wniosek ten został przyjęty jednogłośnie. Gmina Otwock przestała funkcjonować 16 grudnia 1916 roku w związku z nadaniem Otwockowi (Staremu) praw miejskich (wyodrębnieniem jako gminy miejskiej) i przekształceniem pozostałego obszaru dotychczasowej jednostki w gminę Karczew z urzędem gminnym w Karczewie.
Po odzyskaniu przez Polskę niepodległości gminy Karczew, Wiązowna i Pomiechowo oraz miasta Otwock i Zakroczym w dalszym ciągu przynależały do powiatu warszawskiego w woj. warszawskim, i z nim były spisywane, mimo że zmiana powiatowa tych jednostek nie została nigdy sformalizowana przez odrodzone państwo polskie. Doszło do tego dopiero 14 lipca 1924, kiedy to ich przynależność do powiatu warszawskiego została uregulowana.